# La Esperanza (Colombia)
La Esperanza è un comune della Colombia facente parte del dipartimento di Norte de Santander.
L'abitato venne fondato da un gruppo di coloni e mercanti guidato da Antonio José del Rincón nel 1811.